# 円目王
円目王（つぶらめのみこ）とは、『令集解』に登場する古墳時代の皇族とされる人物。圓目王とも。

## 概要
『令集解』では垂仁天皇の子とされる。同書には雄略天皇の時代にも同名の人物がいる。
『喪葬令集解古記』に遊部君（あそべ）の祖として記載がある。もともと、伊賀の比自支和気（ひじきわけ）が天皇の殯宮（あらきのみや、もがりのみや）に奉仕していたが、雄略天皇が崩御した時に、一族が絶えていた為、比自支和気の娘を妻としていた円目王が奉仕させられたという。時の帝（清寧天皇か？）は『手足の毛が八束毛になるまで遊べ』と勅し、円目王の子孫が、課役を免ぜられ、代々遊部となったという。

## 遊部君
遊部君は越中国砺波郡や大和国高市郡に居住していたと言われ、南砺市大字遊部や橿原市四分町が比定されている。また荒城郡にも遊部郷があり、遊部君に関連するものと見られる。
遊部は、天皇の喪に籠もる一番近い肉親以外で、殯宮に入り、崩御した天皇に2人1組で仕える役で、刀と矛を持つのが禰義（ねぎ）、刀と酒食を持つのが余比（よひ、よし）と言い、死者の魂（凶癘魂：きょうれいのたましい）が荒振らないように鎮魂の儀式を行う。殯宮の外では諸臣が誄（しのび、しのびごと）の儀礼を行った。
この一族は『令集解』の記事に従えば皇別氏族となる。

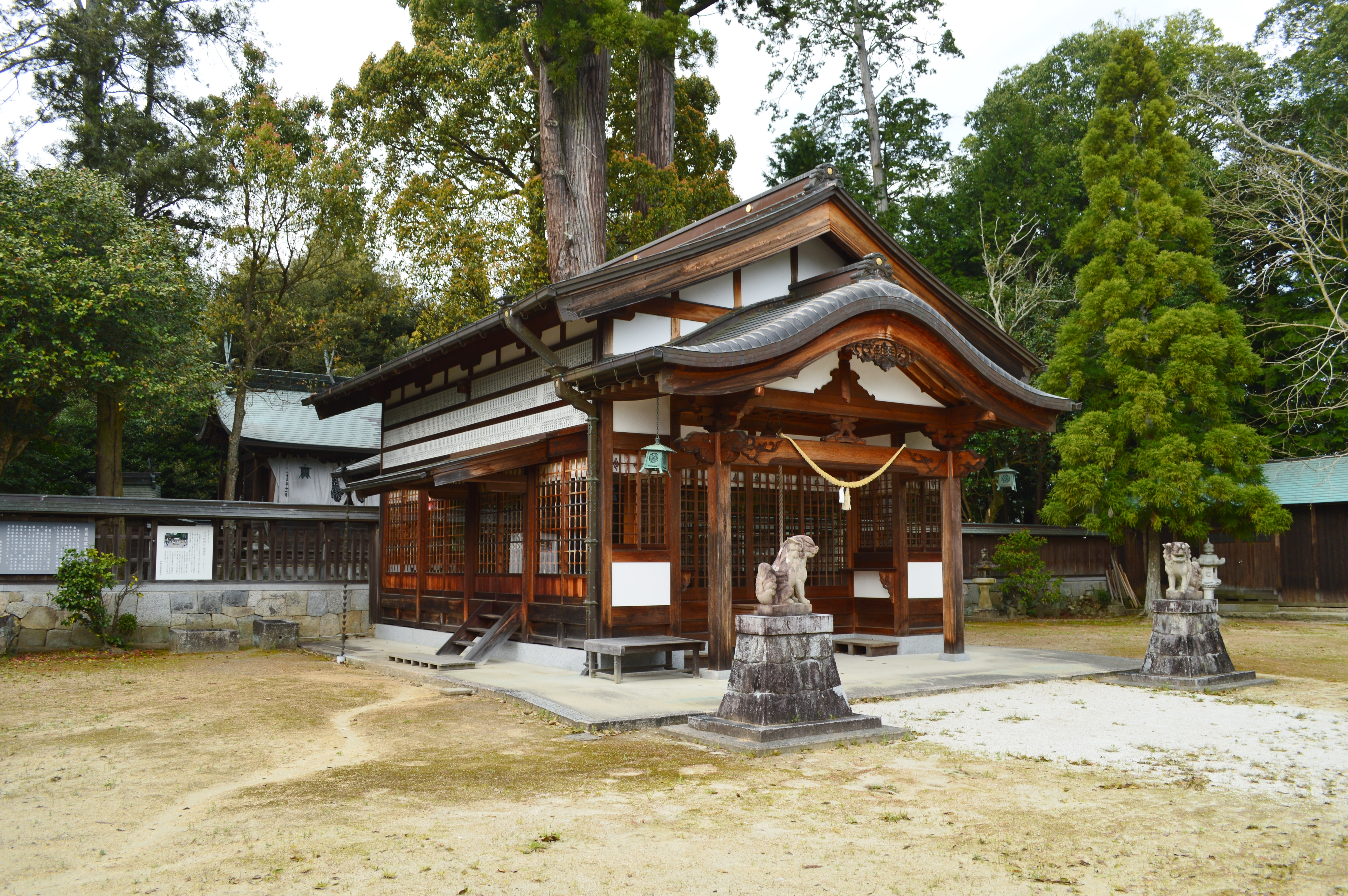
比自岐神社（三重県伊賀市）

なお、三重県伊賀市比自岐に比自岐神社が鎮座している。祭神は比自岐神であり、比自支氏の祖とする説がある。神社が今も存在することから、一族が絶えたのが間違いなのか、円目王と妻の子孫が殖え、奉斎したのか不明である。また、葛城国造の祖の剣根命（もと境内社）も合祀されている。